# Direct carving
Direct carving (englisch für „direktes Schneiden“, französisch „taille directe“) bezeichnet eine Methode der Stein- und Holzbildhauerei, bei der der Künstler die Formen in Stein oder Holz unmittelbar, also ohne künstlerische Vorlage, ausarbeitet.

## Geschichte
Im Gegensatz zum direct carving war es im 18. und 19. Jahrhundert üblich, als Vorarbeit für eine Skulptur ein 1:1-Modell herzustellen. Dieses Modell wurde üblicherweise aus einem plastischen Material wie Ton, Wachs oder Gips geformt; dadurch waren immer wieder Korrekturen möglich. Erst nach Abschluss des eigentlichen künstlerischen Schaffensprozesses wurde die Form mit Hilfe eines mechanischen Reproduktionsverfahrens in Stein oder Holz übertragen. Es war üblich, diese grobe Vorarbeit an Gehilfen zu delegieren.
So wie die im späten 19. Jahrhundert aufkommende  Malerei des Impressionismus versuchte, sich von der formelhaften Malerei der Akademien zu lösen, so suchte man auch in der Skulptur nach neuen, unmittelbaren Ausdrucksformen. Einige Pariser Avantgardisten, allen voran der rumänisch-französische Bildhauer Constantin Brâncuși, arbeiteten daher im 1. Jahrzehnt des 20. Jahrhunderts im „taille directe“. Man versuchte damit, den etablierten Stil des Auguste Rodin hinter sich zu lassen. Auch der Einfluss außereuropäischer Kunst spielte bei diesem Wandel eine Rolle.
In England entstand eine ähnliche Strömung mit John Ruskin als geistigem Vater. Ruskin forderte Materialgerechtigkeit und handwerkliche Qualität in der Kunst.

## Gegenwart
In der Holzbildhauerei ist heute das direkte Arbeiten mit dem Beil oder der Kettensäge beliebt.